# Cullen Jenkins
Cullen Darome Jenkins (Detroit, 20 gennaio 1981) è un giocatore di football americano statunitense che gioca nel ruolo di defensive tackle per i New York Giants della National Football League (NFL). Dopo non essere stato selezionato nel Draft NFL 2003 firmò con i Green Bay Packers. Al college ha giocato a football a Central Michigan.

## Carriera professionistica

### Green Bay Packers

#### 2004-2006
Cullen Jenkins firmò con i Green Bay in qualità di free agent non scelto nel Draft 2003. Un anno dopo, dopo una stagione giocata nella NFL Europe e un training camp convincente, entrò a far parte del roster regolare dei Packers. Dal 2004 al novembre 2006, Jenkins fu la riserva di Kabeer Gbaja-Biamila, cui subentrò nel ruolo di titolare nell'ultimo mese della stagione 2006. Nel corso di quella stagione mise a segno 6,5 sack, compresi tre in una sola partita nella gara contro i Detroit Lions il 17 dicembre 2006.

#### 2007–2008
Il 26 febbraio 2007, Jenkins firmò coi Packers un'estensione contrattuale quadriennale del valore di 16 milioni di dollari. Jenkins deviò nove passaggi nel 2007, il massimo per un uomo della linea difensive dei Packers da quando la squadra iniziò a tenere conto di tale statistica nel 1980.
Nella stagione 2008, i Packers decisero di fare partire come titolare Jenkins al posto di Gbaja-Biamila per la seconda stagione consecutive. Egli poté disputare solamente quattro però, a causa dell'infortunio a un muscolo pettorale subito nella gara contro i Tampa Bay Buccaneers il 28 settembre 2008. Due giorni dopo, il giocatore fu inserito in lista infortunati.

#### 2009–2010
Nella stagione 2009, Jenkins tornò come defensive end titolare a causa del cambiamento dei Packers che passarono da una difesa di tipo 4-3 a una difesa 3-4. Jenkins disputò due stagioni produttive, chiudendo la stagione regolare 2010 con il proprio primato di sack, 7. Nel 2010, Jenkins saltò 5 gare a causa di un infortunio al polpaggio, ma tornò in tempo per disputare come titolare il Super Bowl XLV, vinto 31-25 sui Pittsburgh Steelers, laureandosi per la prima volta campione NFL.

### Philadelphia Eagles
I Philadelphia Eagles si accordarono con Jenkins per la firma di un contratto quinquennale del valore di 25 milioni di dollari il 30 luglio 2011. Nella sua prima stagione lontano dal Wisconsin, il giocatore terminò con 5,5 sack e 40 tackle. Il 21 febbraio 2012, Jenkins acconsentì a ristrutturare il proprio contratto, la cui scadenza passò dal 2014 al 2015.

### New York Giants
Il 10 marzo 2013, Jenkins firmò coi New York Giants. La sua prima annata con la franchigia si chiuse con 31 tackle e 5 sack.

## Palmarès
- Super Bowl : 1

Green Bay Packers: Super Bowl XLV
- National Football Conference Championship: 1

Green Bay Packers: 2010

## Statistiche
| Tackle totali    | 291  |
| Sack             | 43,5 |
| Intercetti fatti | 1    |
| Fumble forzati   | 8    |

Statistiche aggiornate alla stagione 2013